# Rhizodus
Rhizodus is een geslacht van uitgestorven kwastvinnigen uit de orde Rhizodontida binnen de Tetrapodomorpha. Het was een grote roofvis die leefde tijdens het Carboon. 

## Naamgeving
De typesoort Rhizodus hibberti werd in 1840 benoemd door Richard Owen. De geslachtsnaam betekent 'worteltand' in het Grieks, een verwijzing naar de vast verankerde vangtanden. De soortaanduiding eert professor Samuel Hibbert-Ware, een Engelsman die te Edinburgh een grote verzameling visfossielen uit Schotland aanlegde, waaronder die van kwastvinnigen. In 1834 hield hij daar een lezing over. Louis Agassiz benoemde in 1839 een Megalichthys hibberti en Owen een jaar later Rhizodus hibberti op basis van holotype NMS G.1973.61.1 gevonden bij Burdiehouse. Dat heeft tot veel verwarring geleid.
In 1855 benoemde McCoy een Rhizodus gracilis op basis van holotype SM E 4713. In 1856 benoemde Newberry een Rhizodus lancifer op basis van holotype OSU 4500. Dat werd ook wel beschouwd als een soort van Megalichthys en later van Anthracosaurus. Dat laatste geldt ook voor Rhizodus incurvus Newberry, 1856 en Rhizodus quadratus Newberry, 1873. In 1868 benoemde Dawson een Rhizodus hardingi. Dat werd in 1890 het aparte geslacht Strepsodus. In 1878 benoemde Ramsay Heatley Traquair, een Rhizodus ornatus, 'de geornamenteerde'. Dat werd later het aparte geslacht Screbinodus.

## Kenmerken
Rhizodus is als fossiel bekend van tanden, schubben, kaken, nekplaten en schoudergordels. De kaken zijn de best bekende van de Rhizodonta. Rhizodus hibberti was waarschijnlijk de langste beenvis die ooit in zoet water heeft geleefd. Tanden toegewezen aan het geslacht werden vaak gevonden als losse exemplaren. In de meeste gevallen braken ze van het kaakbeen af. De tanden hebben een dubbele snijrand en een naar binnen gevouwen tandglazuur aan de basis. De onderkaken zijn vooraan zeer smal maar achteraan overdwars zeer dik. De onderkaken dragen vooraan een zeer hoge en krachtige vangtand. Het dentarium draagt een twintigtal veel kleinere marginale tanden.
Rhizodus heeft een uniek geconstrueerde buikvin. Bij Rhizodus hibberti bestaat het uit een dijbeen, dat een articulatie heeft met aan het onderste uiteinde drie botten. Dit patroon verschilt fundamenteel van dat van alle tetrapoden, inclusief hun uitgestorven visachtige tegenhangers, die twee distale beenderen hebben, het scheenbeen en kuitbeen, wat wijst op een geologisch vroege afsplitsing in de ontwikkeling van ledematen. Fossiele huidafdrukken laten zien dat Rhizodus grote plaatachtige schubben had.

## Geologische ouderdom
Vondsten die met enige zekerheid aan het geslacht Rhizodus kunnen worden toegeschreven komen uit het Viséen. Individuele vondsten van postcraniale skeletelementen uit het Tournaisien van Burnmouth vertonen overeenkomsten, maar kunnen niet met zekerheid worden toegeschreven aan het geslacht.

## Voedingspatroon
Er wordt aangenomen dat Rhizodus zich voedde met 'amfibieën' en kleinere vissen. Er is echter ook gesuggereerd dat Rhizodus naar rivieroevers en oevers had kunnen gaan om te jagen op landdieren, vergelijkbaar met moderne krokodillen. Men denkt dat Rhizodus een toproofdier was, dat moerassen en riviersystemen in het hele Carboon bewoonde en in staat was zijn prooi in kleinere stukken te scheuren met zijn grote hoektanden.

## Systematiek
Rhizodus behoort tot de familie Rhizodontidae, een familie van grote roofvissen, die op hun beurt tot de orde Rhizodontida behoren. Deze behoren op hun beurt tot de Tetrapodomorpha. Rhizodus is dus verwant aan de Tetrapoda (gewervelde landdieren). De Tetrapodomorpha behoren op hun beurt tot de kwastvinnigen (Sarcopterygii).